# Vasílios Evfremídis
Vasílios « Vasílis » Evfremídis (en grec moderne : Βασίλειος «Βασίλης» Ευφραιμίδης), ou Efremídis (Εφραιμίδης), né le 31 décembre 1915 et mort le 15 août 2000, est un journaliste grec, rédacteur en chef et homme politique du Parti communiste grec (KKE). De 1951 à 1956, il est rédacteur en chef et directeur du journal de gauche I Avgi. De 1981 à 1999, il est député au Parlement européen. 

## Membre du Parlement européen
En 1981, lorsque la Grèce devient membre de la Communauté européenne, Efraimidis est élu membre du Parlement européen lors de la première élection européenne grecque. Il est réélu en 1984, 1989 et 1994. 
En 1982, il est élu vice-président du groupe des communistes et apparentés, conserve son poste tandis que le groupe parlementaire est renommé en 1989 Left Unity et en 1995, fusionne pour former la gauche européenne unie – Gauche verte nordique (GUE / NGL). 
Le 19 juillet 1994, à l'âge de 79 ans, il est le deuxième plus âgé des membres du Parlement européen. Otto von Habsbourg s'étant abstenu d'exercer son privilège, Efraimidis est autorisé à présider la chambre lors de l'élection du président de la nouvelle session. À la suite de la controverse autour du discours d'ouverture de l'homme politique d'extrême droite Claude Autant-Lara en 1989, Efraimidis se limite à quelques mots réconciliateurs d'ouverture